# IFAF Africa
La Fédération africaine de football américain (IFAF) est l'organe directeur du football américain en Afrique. C'est un membre de la Fédération internationale de football américain. Le siège de l'IFAF est situé en Égypte.

## Histoire
La fédération du Maroc est fondée en 2012, et est également la première pour un pays africain à avoir intégré la Fédération internationale de football américain.
En 2014, le Maroc devient la première sélection nationale à remporter le championnat d'Afrique IFAF de Football Américain.
Le Maroc est devenu la première équipe africaine et arabe à se qualifier à une coupe du monde de football américain en étant qualifiée pour la coupe du monde de football américain 2015.

## Membres

### Membres en 2022
- Afrique du Sud
- Cameroun
- Congo
- Côte d'Ivoire
- Égypte
- Kenya
- Maroc
- Nigéria
- Ouganda
- Tunisie
- Zimbabwe

### Membres associés
- Botswana
- Algérie
- Éthiopie
- Ghana
- Soudan

## Comité exécutif
| N° | Président      | Période     | Vice-Président | Période   |
| -- | -------------- | ----------- | -------------- | --------- |
| 1  | Mouh Tarik     | 2014-2018   | Mómen Naiem    | 2014-2017 |
| 2  | George Alwanga | Depuis 2018 | ?              | ?         |

## Compétition
| Date | Pays Hôte        | Finale   | Finale  | Finale    |
| ---- | ---------------- | -------- | ------- | --------- |
| Date | Pays Hôte        | Champion | Score   | Finaliste |
| 2014 | Égypte, Le Caire | Maroc    | 26 - 06 | Égypte    |
| 2018 | ?                | ?        | -       | ?         |